# Strzelanina w Chesapeake (2022)
Strzelanina w Chesapeake – strzelanina, do której doszło 22 listopada 2022 w supermarkecie sieci Walmart w Chesapeake w amerykańskim stanie Wirginia; w strzelaninie zginęło 7 osób (wliczając sprawcę), a 4 odniosły obrażenia.

## Przebieg
Strzelanina wybuchła o godz. 22:12, gdy sprawca otworzył ogień z pistoletu do współpracowników, którzy według doniesień mieli wcześniej go prześladować i wyśmiewać. W strzelaninie zginęło 6 pracowników Walmartu: 70-letni Randy Blevins, 16-letni Fernando Chavez-Barron, 22-letnia Tyneka Johnson, 43-letni Lorenzo Gamble, 38-letni Brian Pendleton i 52-letnia Kellie Pyle. Napastnik popełnił samobójstwo, gdy na miejsce przybyli policjanci.

## Sprawca
Sprawcą strzelaniny był 31-letni Andre Bing, pracownik Walmartu i mieszkaniec Chesapeake. Miał on być ofiarą prześladowania w miejscu pracy – wyśmiewano się z niego za jego słabą kondycję fizyczną i brak umiejętności społecznych. Z kolei inni pracownicy Walmartu opisywali go jako osobę, która łatwo wpadała we wściekłość i z którą trudno było się dogadać.

## Reakcje
Gubernator Wirginii Glenn Youngkin potępił atak i nazwał go ohydnym aktem przemocy. Burmistrz Chesapeake Rick West wydał oświadczenie, w którym złożył kondolencje rodzinom ofiar i podziękował służbom za sprawną akcję. Prezydent USA Joe Biden przesłał wyrazy współczucia rodzinom ofiar i wezwał do ograniczenia dostępu do broni w Stanach Zjednoczonych.
Dwie osoby ocalałe ze strzelaniny pozwały spółkę Walmart na kwotę 50 mln dolarów za brak reakcji kierownictwa Walmartu na kierowane przez nich już wcześniej skargi na dziwne zachowanie Andre Binga.